# Air Algérie

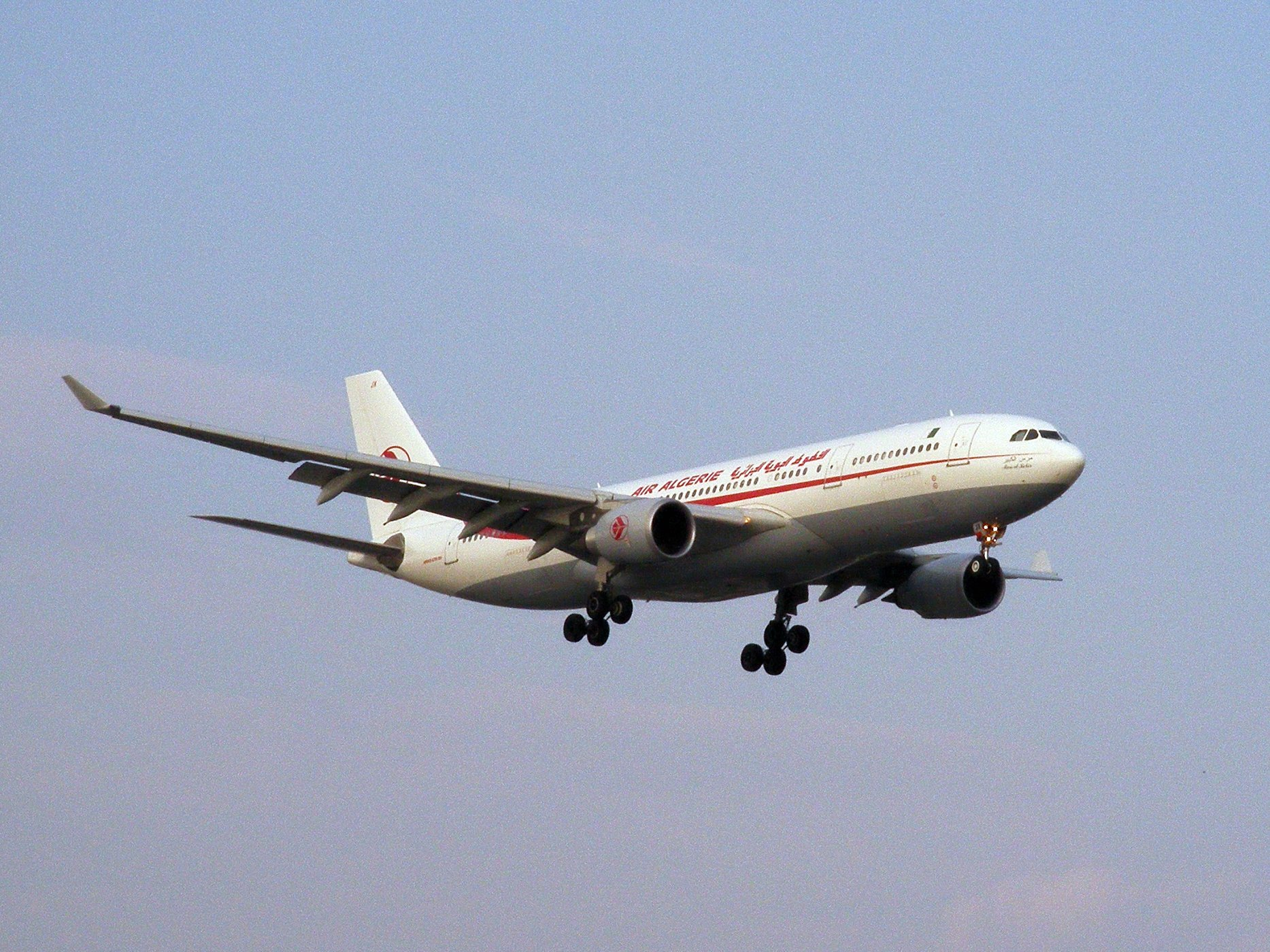
En Airbus A330-200 från Air Algérie.

Air Algérie SpA (Arabiska:الخطوط الجوية الجزائرية) är det statliga flygbolaget i Algeriet. Det har Houari Boumédiènne-flygplatsen i Alger som huvudflygplats och trafikerar 39 destinationer i 28 länder (i Afrika, Asien, Europa och Nordamerika). Flygbolaget trafikerar även 23 inrikeslinjer.

## Historia
Air Algérie grundades 1947 som Société Algérienne de Construction Aéronautique (SACA)-Air Algérie. Den 23 maj 1953 gick bolaget ihop med Compagnie Air Transport och blev Compagnie Générale de Transports Aériens (CGTA)-Air Algérie.
Efter självständigheten från Frankrike 1962 bytte bolaget namn till Air Algérie (Entreprise Nationale d'Exploitation des Services Aériens). 1963 köpte regeringen i Algeriet 51 procent av Air Algérie, utökade 1970 ägarandelen till 83 procent och 1974 till 100 procent efter att Air France släppt sin andel.
I september 2021, efter gripandet av en av dess förvaltare som transporterade droger mellan Frankrike och Algeriet, skärpte det nationella företaget sina regler.

## Destinationer

### Afrika
Nordafrika
- Algeriet
  - Alger - Houari Boumédiènne-flygplatsen Hub
  - Annaba - Rabah Bitat Annaba Airport
  - Batna - Mostépha Ben Boulaid Airport
  - Béchar - Béchar Airport
  - Béjaïa - Soummam Airport
  - Biskra - Biskra Airport
  - Constantine - Mohamed Boudiaf International Airport
  - Djanet - Djanet Inedbirene Airport
  - El Oued - Guemar Airport
  - Ghardaïa - Noumerate Airport
  - Hassi Messaoud - Krim Belkacem Airport
  - Illizi - Takhamalt Airport
  - In Amenas - In Aménas Airport
  - In Salah - In Salah Airport
  - Jijel - Jijel Ferhat Abbas Airport
  - Oran - Oran-Es Sénias flygplats Sekundär hub
  - Ouargla - Ain el Beida Airport
  - Tamanrasset - Tamanrasset / Aguenna
  - Tébessa - Tébessa Airport
  - Timimoun - Timimoun Airport
  - Tindouf - Tindouf Airport
  - Tlemcen - Tlemcen Zenata
  - Touggourt - Sidi Mahdi Airport
- Tunisien
  - Tunis - Tunis–Carthage International Airport
- Förenade arabemiraten
  - Dubai - Dubais internationella flygplats

### Europa
- Frankrike-Paris
  - Paris-Charles de Gaulle flygplats
  - Paris-Orly flygplats

### Planerade destinationer

#### Afrika
- Burkina Faso
  - Ouagadougou - Ouagadougou Airport (börjar 28 mars 2022) [Uppdatering behövs]
- Elfenbenskusten
  - Abidjan - Port Bouet Airport (börjar 30 mars 2022)
- Marocko
  - Casablanca - Mohammed V:s internationella flygplats (börjar 1 februari 2022)
- Mauretanien
  - Nouakchott - Nouakchott International Airport (börjar 28 mars 2022)
- Niger
  - Niamey - Diori Hamani International Airport (börjar 28 mars 2022)
- Senegal
  - Dakar - Yoff Airport (börjar 29 mars 2022)

#### Asien
Östra Asien
- Kina
  - Peking - Pekings internationella flygplats (börjar 2 januari 2022)

Sydvästra Asien
- Jordanien
  - Amman - Drottning Alias internationella flygplats (börjar 1 januari 2022)
- Libanon
  - Beirut - Beirut-Rafic Hariris internationella flygplats (börjar 1 februari 2022)
- Syrien
  - Damaskus - Damascus International Airport (börjar 1 februari 2022)

#### Europa
- Belgien
  - Bryssel - Bryssel-Zaventems flygplats (börjar 17 januari 2022)
- Frankrike
  - Bordeaux - Aéroport de Bordeaux - Mérignac (börjar 14 januari 2022)
  - Lille - Aéroport de Lille-Lesquin (börjar 24 januari 2022)
  - Lyon - Aéroport de Lyon-Saint-Exupéry (börjar 1 februari 2022)
  - Marseille - Marseille Provence flygplats (börjar 4 januari 2022)
  - Metz - Aéroport de Metz-Nancy-Lorraine (börjar 4 januari 2022)
  - Mulhouse - Basel-Mulhouse-Freiburg flygplats (börjar 5 januari 2022)
  - Nice - Nice Côte d'Azurs flygplats (börjar 1 januari 2022)
  - Toulouse - Aéroport de Toulouse-Blagnac (börjar 1 januari 2022)
- Tyskland
  - Frankfurt - Frankfurt Mains flygplats (börjar 2 januari 2022)
- Italien
  - Milano - Milano-Malpensa flygplats (börjar 5 januari 2022)
  - Rom - Rom-Fiumicinos flygplats (börjar 1 januari 2022)
- Ryssland
  - Moskva - Sjeremetevos internationella flygplats (börjar 7 januari 2022)
- Spanien
  - Alicante - Alicante-Elches flygplats (börjar 24 januari 2022)
  - Barcelona - Barcelona-El Prats flygplats (börjar 17 december 2021)
  - Madrid - Adolfo Suárez Madrid-Barajas flygplats (börjar 13 januari 2022)
  - Palma de Mallorca - Palma de Mallorca flygplats (börjar 3 februari 2022)
- Schweiz
  - Genève - Genèves internationella flygplats (börjar 3 februari 2022)
- Turkiet
  - Istanbul - Istanbul Atatürk Airport (börjar 3 januari 2022)
- Storbritannien
  - London - London-Heathrow flygplats (börjar 1 januari 2022)

### Nordamerika
- Kanada
  - Montréal - Pierre Elliott Trudeau International Airport (börjar 1 januari 2022)

## Flotta

### Passagerare
Så här såg flottan ut i oktober 2021: